# Seznam portugalskih pisateljev
Seznam portugalskih pisateljev.

## A
Manuel Antônio de Almeida - António de Almeida Santos? - Virginia (de Castro e) Almeida - Vasco de Almeida e Costa - Sophia de Mello Breyner Andresen - António Lobo Antunes - Joaquim Paço d'Arcos

## B
Agustina Bessa-Luís - José Laureiro Botas - Teófilo Braga - Raul Brandão -

## C
Dulce Maria Cardoso - Camilo Castelo Branco - José Maria Ferreira de Castro - João de Andrade Corvo - Orlando da Costa - 

## D
Júlio Dinis -

## F
Homem Cristo Filho -

## G
Almeida Garrett? - António Gedeão - 

## H
Alexandre Herculano -

## J
Lídia Jorge - Guerra Junqueiro -

## L
Ilse Losa - Francisco Rodrigues Lobo - Ricardo Luciu -

## M
Francisco Manuel de Mello - José Dias de Melo - Luís de Sttau Monteiro -

## O
Francisco Xavier de Oliveira - Pedro Oom -  Ramalho Ortigão -

## P
José Luís Peixoto - Fernando Pessoa - Júlio Lourenço Pinto - José Cardoso Pires -

## R
Alves Redol - José Régio - Aquilino Ribeiro - Bernardim Ribeiro -

## S
José Saramago - Mário de Sá-Carneiro -

## Q
Eça de Queiroz - Antero de Quental -

## T
Gonçalo M. Tavares - Miguel Torga -

## V
António Vieira -